# Philip Bech
Philip Bech, född 12 mars 1869 i Köpenhamn, död där 8 mars 1928, var en dansk skådespelare.
Bech var från 1886 student och läste juridik. År 1892 blev han elev vid Dagmarteatern. Mellan 1895 och 1898 verkade han på olika platser i provinsen innan han återvände till Dagmarteatern. Åren 1900–1913 var han vid Århus Teater och blev där ofta använd som karaktärsskådespelare. Därefter var han engagerad vid Det Ny Teater och Odense teater 1926–1927.
Vid sidan av teatern var han filmskådespelare. Han debuterade 1910 hos Fotorama och blev 1913 knuten till Nordisk Film, där han ofta spelade roller som miljonär, direktör, godsägare och liknande. Han medverkade i över 100 filmer 1910–1928.
Bech avled mitt under föreställningen Det dødbringende kys som han spelade på Casinos lilla teater 1928. Han ligger begravd på Vestre Kirkegård i Köpenhamn.

## Filmografi
- 1917 – Synd skal sones
- 1917 – Livets gøglespil
- 1918 – Himmelsskeppet